# 티로나민
티로나민(영어: thyronamine)은 갑상샘 호르몬인 티록신(T4) 및 3,5,3'-트라이아이오도티로닌(T3)의 탈카복실화 및 탈아이오딘화 대사 산물군의 분자 및 유도체들이다.

## 종류
티로나민은 다음의 분자들을 포함한다.
- 티로나민 (T0AM)
- 3-아이오도티로나민 (T1AM)은 신경계에서 발견되는 미량 아민이기 때문에 가장 주목할 만한 분자이다. 3-아이오도티로나민은 세포 내 G 단백질 연결 수용체인 미량 아민 관련 수용체인 TAAR1의 천연 리간드로 가능한 후보 분자이다.[1]
- 3,5-다이아이오도티로나민 (T2AM)
- 3,5,3'-트라이아이오도티로나민 (T3AM)

## 같이 보기
- 미량 아민
- 갑상샘 호르몬